# Националистический республиканский альянс
Националистический республиканский альянс (исп. Alianza Republicana Nacionalista; ARENA) — сальвадорская консервативная политическая партия. Создан во время гражданской войны как политическое крыло «эскадронов смерти». Придерживался ультраправого антикоммунизма, под руководством майора д’Обюссона активно участвовал в военно-политическом противостоянии. В послевоенный период эволюционировал от правого радикализма к правому консерватизму. Является одной из ведущих партий Сальвадора. Находился у власти первые два десятилетия после гражданской войны, в 1989—2009, затем перешёл в оппозицию.

## Партия «эскадронов д’Обюссона»

### Идеи
Партия Националистический республиканский альянс (АРЕНА) была основана 30 сентября 1981 года по инициативе майора Роберто д’Обюссона и сельскохозяйственной предпринимательницы Глории Сальгеро Гросс. Официальная регистрация состоялась 4 декабря 1981. Актив партии составили правые радикалы из Национального широкого фронта, консерваторы из Партии национального примирения, армейские офицеры, политизированные представители средних слоёв и зажиточного крестьянства, члены Национал-демократической организации и ультраправые боевики эскадронов смерти, во главе которых стоял д’Обюссон. Понятие «альянс» трактовалось как единение нескольких социальных сил: земельных собственников, военных, предпринимателей и крестьян.
Основным автором партийной программы был кофейный плантатор Рикардо Вальдивьесо, ранее проживавший в США и служивший в американской армии. Программа была проникнута крайним антикоммунизмом, национализмом и правым радикализмом. Первоначально она состояла из 14 пунктов, но д’Обюссон приказал исключить один из них, дабы не создавать ассоциацию с понятием «14 семейств» — традиционное обозначение сальвадорской латифундистской олигархии XIX века.

АРЕНА была создана вожаком «эскадронов смерти» как партия фанатичных антикоммунистов.

Активный и непримиримый антикоммунизм стал идейно-политической основой Националистического республиканского альянса. Учредительное собрание партии было проведено в городе Исалько — центре восстания 1932 года, подавление которого считается устранением коммунистической угрозы. Целью ставилось самое жёсткое противостояние левым повстанцам ФНОФМ в сальвадорской гражданской войне. Д’Обюссон объявил, что не допустит в Сальвадоре «повторения Никарагуа» и не позволит установить марксистский режим, подобный кастровскому или сандинистскому. АРЕНА позиционировалась как «партия национального спасения от коммунизма и бескомпромиссного противостояния советской экспансии».
АРЕНА являлась активным членом ВАКЛ. Ближайшими зарубежными союзниками были гватемальские организации MLN и Mano Blanca Марио Сандоваля Аларкона (особенно активную роль в учреждении АРЕНА сыграл племянник Сандоваля Аларкона Карлос Миденсе Пивараль). Одно время гватемальские ультраправые выступали в качестве «старших товарищей», давали рекомендации по различным вопросам, вплоть до символики. В Гватемале укрывались от преследования сальвадорские правые террористы. Совместной структурой сальвадорских и гватемальских ультраправых являлась Секретная антикоммунистическая армия. Близкими иностранными партнёрами АРЕНА были также представители аргентинской хунты, тайваньского Гоминьдана и французские неофашисты ОАС.

### Структура
Фактически АРЕНА представляла собой политическое крыло ультраправых «эскадронов смерти», партию майора д’Обюссона. Партийное руководство в основном составляли отставные и действующие военные, командиры «эскадронов смерти», предприниматели и юристы из Сальвадорского националистического движения (MNS). Слой крупных собственников представляли такие деятели, как Рикардо Вальдивьесо, Глория Сальгеро Гросс, Альфредо Кристиани, лидер MNS Альфредо Мена Лагос.
Ячейки АРЕНА в сельской местности создавали активисты Национал-демократической организации (ORDEN), в городах — праворадикально настроенные представители буржуазии, среднего класса и интеллигенции. К партии примыкали массовые организации правоконсервативного толка — Движение за мир и труд (MPT), Женский фронт Сальвадора (FFS), крестьянские ассоциации. Впоследствии отмечалось, что женщины-активистки FFS проявляли особую решительность.
Видную роль в партийном руководстве играли капитан Эдуардо Альфонсо Авила и майор Роберто Маурисо Штабен — давние соратники д’Обюссона по армейской службе и «Союзу белых воинов». Активистом АРЕНА был подполковник Хорхе Адальберто Крус, командир батальона сальвадорской армии «Рональд Рейган», действовавшего в департаменте Морасан. Сторонником АРЕНА являлся бывший командующий Национальной гвардией и основатель ORDEN генерал Хосе Альберто Медрано, под началом которого в своё время служил майор д’Обюссон.
В партии действовала собственная силовая структура под руководством Эктора Антонио Регаладо — врача-стоматолога и инструктора по стрельбе, подчинённого непосредственно д’Обюссону. Эктор Антонио Регаладо (известный как Доктор Эктор или Доктор Смерть) ранее командовал террористической группировкой Вооружённые силы Регаладо, а в 1989 был идентифицирован как исполнитель убийства архиепископа Оскара Арнульфо Ромеро. «Эскадроны АРЕНА» структурировались как конспиративные группы численностью в 10—20 человек и поддерживали тесный контакт с армейским командованием и полицейским начальством. Регаладо возглавлял также личную охрану д’Обюссона. Формирования Регаладо в значительной степени комплектовались из криминализированной молодёжи, отличались военизированной дисциплиной и жёсткими криминальными понятиями. Важную роль в руководстве «эскадронами смерти» играл гражданский ультраправый активист Марио Редаэлли одно время считавшийся в АРЕНА «человеком номер два». Финансирование организовывал менеджер Константино Рампоне, также связанный с командованием «эскадронов». Оперативные контакты партийных боевиков с государственными силовыми структурами осуществлял активист MNS Эрнесто Панама Сандоваль.
Католическое духовенство представлял в АРЕНА священник Фреди Дельгадо. Мариса д’Обюссон де Мартинес — младшая сестра и политическая противница Роберто д’Обюссона — полагает, что Дельгадо консультировал её брата по ситуации в церкви, в том числе называл имена подлежащих ликвидации.
Ближайшим личным другом и главным партийным соратником Роберто д’Обюссона являлся Фернандо Сагрера, известный под прозвищем Эль-Негро (Чёрный). Этот человек — по профессии пилот сельскохозяйственной авиации, окончивший американскую Военную академию Джорджии — всячески дистанцировался от публичности. Его имя не значилось среди основателей и руководителей АРЕНА. Однако именно Сагрера выполнял наиболее конфиденциальные поручения д’Обюссона, курировал важнейшие связи, организационную деятельность партии, осуществлял оперативную координацию «эскадронов смерти».
Ведущие деятели АРЕНА — сам д’Обюссон, Сагрера, Авила, Регаладо, Штабен — считаются организаторами убийства архиепископа Сан-Сальвадора Оскара Арнульфо Ромеро, совершённого 24 марта 1980 года. Однако никто из них не осуждён по этому обвинению.

### Действия
Боевиками д’Обюссона был совершён ряд нападений и терактов, количество убитых ультраправыми боевиками исчислялось в тысячах. Врагами АРЕНА были не только партизаны ФНОФМ, коммунисты, левые активисты, но также Христианско-демократическая партия (ХДП), либералы и приверженцы «теологии освобождения». Все они рассматривались как военные противники АРЕНА, подвергались боевым и террористическим атакам.

Марио Редаэлли: Христианские демократы и коммунисты для нас одно и то же.

Роберто д’Обюссон: Коммунисты — это все, кто прямо или косвенно помогает советской экспансии.

В марте 1982 года АРЕНА получила почти 30 % голосов (второе место) на выборах Конституционной ассамблеи Сальвадора. Председателем Конституционной ассамблеи был избран Роберто д’Обюссон. Начальником секьюрити стал Эктор Антонио Регаладо. Официальные выступления д’Обюссона носили крайне агрессивный характер, он явно позиционировался как состоявшийся глава государства. В то же время д’Обюссон и его партия, считавшиеся категорическими противниками аграрной реформы, фактически не препятствовали её проведению, осознавая социальные реалии.
Однако на президентских выборах 1984 д’Обюссон уступил кандидату ХДП Хосе Наполеону Дуарте. Чрезвычайно жёсткая политика АРЕНА, личное участие лидера партии в физических расправах, основательные подозрения в причастности к убийству архиепископа Оскара Арнульфо Ромеро, требования предоставить напалм для уничтожения ФНОФМ оттолкнули многих избирателей. Кроме того, с середины 1980-х угроза военной победы ФНОФМ и установления коммунистического режима в Сальвадоре сделалась маловероятной.

## Партия сальвадорских консерваторов

### Окончание войны
В 1985 году Роберто д’Обюссон перешёл на пост почётного председателя партии (скончался в 1992). Руководящий орган АРЕНА возглавил более умеренный политик и предприниматель Альфредо Кристиани. Партия стала акцентировать свой демократический характер, приверженность представительному правлению, правам человека, семейным ценностям, принципу частной собственности. Это несколько изменило имидж партии и расширило её поддержку.
В 1986 году АРЕНА оказалась в центре крупного скандала. Несколько активистов, связанных с д’Обюссоном, были арестованы уголовной полицией и осуждены за похищения предпринимателей с целью выкупа. Это резко противоречило лозунгам защиты закона и собственности. Однако Кристиани сумел дистанцировать партию от конкретной ОПГ. АРЕНА блокировало также предъявление обвинений подозреваемым в убийстве архиепископа Ромеро — по словам христианского демократа Хосе Антонио Моралеса Эрлиха, это удавалось благодаря партийному контролю над судебной системой.
На выборах 1989 года Альфредо Кристиани был избран президентом Сальвадора. Именно при его правлении удалось достичь мирного урегулирования и прекращения гражданской войны. Националистический республиканский союз эволюционировал от ультраправого радикализма к правому консерватизму. Это позволила АРЕНА стать главной структурой правых сил Сальвадора. ФНОФМ преобразован в левую социалистическую партию и является основным политическим конкурентом АРЕНА.

### У власти
Послевоенная политика АРЕНА сочетает консерватизм в социальной и культурной сферах с неолиберализмом в экономике. В международной политике правительства АРЕНА ориентировались на США. Сальвадор стал первым государством, ратифицировавшим Договор о зоне свободной торговле между государствами Центральной Америки, Доминиканской Республикой и США. АРЕНА состоит в объединении правоконсервативных партий Международный демократический союз.
АРЕНА находилась у власти в течение 20 лет. Председателями партии были президенты страны Альфредо Кристиани (1989—1994) и Армандо Кальдерон Соль (1994—1999), членами партии — президенты Франсиско Гильермо Флорес (1999—2004) и Элиас Антонио Сака (2004—2009). Лидер АРЕНА Глория Сальгеро Гросс в 1994—1997 являлась спикером Законодательной ассамблеи, одновременно занимая пост председателя АРЕНА.
На период правления Националистического республиканского альянса, особенно на президентство Кристиани, пришлись завершение гражданской войны, переход к многопартийной демократии и неолиберальные экономические реформы — сокращение государственного вмешательства в хозяйство, приватизация банков и недвижимости, снижение налогов, стимулирование предпринимательства и торговли.

### В оппозиции
На выборах 2009 победу одержал кандидат ФНОФМ Маурисио Фунес. Кандидат АРЕНА — председатель партии Родриго Авила, ранее занимавший пост директора Национальной гражданской полиции — собрал около 48 %.
Выборы 2014 вновь принесли успех кандидату ФНОФМ: Сальвадор Санчес Серен получил более 50 %. Председатель АРЕНА Норман Кихано, алькальд Сан-Сальвадора, отстал менее чем на 7 тысяч голосов. Представители Националистического республиканского альянса обвинили правительство ФНОФМ в фальсификации выборов и организовали уличные протесты. Однако международные наблюдатели не согласились с доводами оппозиции.
С мая 2018 политическая тактика АРЕНА основывалась на альянсе с правоцентристской Национальной коалиционной партией (бывшая Партия национального примирения). С 1 мая 2018 по 1 ноября 2019 представитель АРЕНА Норман Кихано занимал пост председателя Законодательной ассамблеи.
Статус правящей партии в Сальвадоре определяется принадлежностью президентского поста. С 2009 года АРЕНА таковой не является. Но и находясь в оппозиции, АРЕНА располагает фракцией в Законодательной ассамблее и контролирует ряд муниципалитетов.

### Внутренние проблемы
В 2000-х годах партия пережила два раскола. В 2001 партию покинула Глория Сальгеро Гросс с группой сторонников, организовавшая Народно-республиканскую партию. Однако уже в 2003 Сальгеро Гросс вернулась в АРЕНА.
В 2009, после поражения на выборах, группа депутатов — сторонников Антонио Саки — вышла из АРЕНА и учредила правоцентристскую партию Широкий альянс за национальное единство (ГАНА).
В феврале 2007 года в Гватемале были убиты трое депутатов Центральноамериканского парламента от АРЕНА и их водитель. Среди погибших оказался Эдуардо д’Обюссон — сын Роберто д’Обюссона, лидер молодёжной организации. По данным расследования, причина заключалась в мести криминального клана.
В октябре 2013 приостановил деятельность в ARENA один из соучредителей партии Эрнесто Панама Сандоваль. Причиной стало его несогласие с жёстко оппозиционным курсом руководства и догматичной приверженностью установкам 1980-х годов. С другой стороны, в апреле 2018 с руководством ARENA порвал Альфредо Мена Лагос. Своё решение он мотивировал «беспринципным меркантилизмом» партийных лидеров, коммерциализацией политики, отходом от традиций 1980-х годов. И Мена Лагос, и Панама Сандоваль в 1979—1981 годах были членами MNS.
Регулярные внутрипартийные конфликты отражают противоборство между политическими активистами, (особенно ветеранами 1980-х, типа Сальгеро Гросс, Мена Лагоса, Панамы Сандоваля) и предпринимателями-спонсорами. Первые хранят верность идеологии и традиции майора д’Обюссона, вторые настроены прагматично и зачастую рассматривают партию как инструмент продвижения бизнеса. С середины 2010-х в ARENA обозначилось преобладания второй категории.
В июне 2018 председатель парламентской фракции ARENA Карлос Рейес прибыл в Москву на Чемпионат мира по футболу. Этот шаг депутата вызвал внутренний конфликт, многие члены партии осудили Рейеса, обвинив его в том, что он поехал на государственные деньги. Однако его поддержали такие авторитетные деятели, как Норман Кихано и Родриго Авила — они подчёркивали, что Рейес имеет личные средства от собственного бизнеса, которые дают ему возможность посетить РФ.

### Оргструктура
Высшим органом партии является Национальный исполнительный совет (Consejo Ejecutivo Nacional, COENA), избираемый сроком на три года. Председатель COENA является председателем (президентом) партии.
В 2013 был учреждён новый руководящий орган — формально лишь консультативный, состоящий из экс-президентов — Политическая комиссия (Comisión Política, CP) под руководством самого влиятельного партийного политика Альфредо Кристиани.
Местные ячейки АРЕНА структурируются по департаментам, городам и сельским населённым пунктам. Общая численность партии составляет порядка 120 тысяч человек.

### Политика
Оппозиционная партия АРЕНА, по результатам выборов 4 марта 2018 года, обладает 37 мандатами из 84 в Законодательной ассамблеи, возглавляет 140 из 262, членами партии являются также 8 из 20 сальвадорских депутатов Центральноамериканского парламента. Новым алькальдом (мэром) Сан-Сальвадора избран представитель АРЕНА Эрнесто Муйшондт, пост алькальда Санта-Теклы сохранил Роберто д’Обюссон-младший, алькальдом Санта-Аны вторично стала Милена Кальдерон Соль де Эскалон).
Основной тезис партии — необходимость жёсткой борьбы с уголовной преступностью, превратившейся в главную национальную проблему Сальвадора. Норман Кихано на посту алькальда Сан-Сальвадора провёл в столице ряд энергичных антикриминальных мероприятий, в том числе социального характера. Националистический республиканский альянс признаёт необходимость государственных социальных программ, но критикует правительственных функционеров, курирующих социальную политику. Главной социально-экономической задачей АРЕНА называет стимулирование роста и создание новых рабочих мест. Остаются в силе фундаментальные принципы — защита западных ценностей, национал-демократия, антикоммунизм, республиканская солидарность, укрепление сальвадорской армии.
АРЕНА настаивает на своём общенародном характере и отвергает характеристику «партии богатых». В то же время известно серьёзное влияние, которое оказывают на партию ведущие предпринимательские семейства страны — Пома (автодилерство, ритейлерство, гостиничный бизнес), Шустер (электротехнический бизнес, торговля бытовой техникой), Дуэнияс (агробизнес, недвижимость), Регаладо (производство сахара, экспортно-импортные операции), Симан (недвижимость, торговые центры, бренды одежды), Кристиани (агробизнес, фармацевтика). Их совокупные взносы достигают 40 % пожертвований в партийный бюджет: почти 1,2 миллиона долларов из почти 3 миллионов. Наиболее заметным влияние бизнес-групп было при руководство Франсиско Флореса и Хорхе Веладо.
Основными носителями традиции АРЕНА выступают Норман Кихано, Роберто д’Обюссон-младший (сын майора д’Обюссона; с середины 2010-х он ориентируется на модернизацию партийной идеологии и эстетики), Уго Баррера (соратник майора д’Обюссона в 1980-х), Милена Кальдерон Соль (ветеран партии, сестра покойного президента Армандо Кальдерона Соля), Родриго Авила и его жена Селина. Для их выступлений характерна жёсткая критика ФНОФМ за «управленческую некомпетентность и антинациональную политику» и мобилизационная риторика. Идеологи партии, особенно ветераны, утверждают, что коммунизм по-прежнему угрожает Сальвадору, хотя «сегодня партизаны ФНОФМ носят костюмы и галстуки».

### Президентские выборы 2019 года

#### Праймериз
22 апреля 2018 в партии АРЕНА состоялись праймериз — определялся будущий кандидат в президенты. На выдвижение претендовали Карлос Кальеха, Хавьер Симан и Густаво Лопес Дэвидсон. Все трое — известные в стране предприниматели.
В голосовании участвовали более 58 тысяч членов партии (несколько менее половины состава). Победу одержал Карлос Кальеха, совладелец сети супермаркетов: за него проголосовали свыше 34 тысяч человек.
Исход голосования был расценен как торжество принципов демократии и идей д’Обюссона. Сам Кальеха заявил о «триумфе не кандидата, но великой партии и её внутренней демократии». С другой стороны, выдвижение Кальехи решительно осудили такие авторитетные ветераны партии, как Альфредо Мена Лагос и Эрнесто Панама Сандоваль (оба они поддерживали кандидатуру Хавьера Симана).
Общая численность членов АРЕНА перед проведением праймериз была определена в 122 тысячи человек.

#### Результаты
Очередные президентские выборы в Сальвадоре состоялись 3 февраля 2019 года. Кандидат АРЕНА Карлос Кальеха собрал 857084 голоса, что составило 31,72 %. Он значительно опередил кандидата ФНОФМ Уго Мартинеса (менее 14,5 %). Однако убедительную победу одержал представитель ГАНА Найиб Букеле, которого поддержали свыше 53 % избирателей.
Таким образом, и АРЕНА, и ФНОФМ потерпели поражение на выборах. Это произошло впервые за почти три послевоенных десятилетия. Комментаторы расценили такой итог как недоверие большинства сальвадорцев обеим «партиям гражданской войны».

### Смены руководства

#### Председательство Интерьяно
С 25 августа 2016 года председателем Националистического республиканского альянса являлся инженер-электротехник и бизнес-менеджер Маурисио Интерьяно. Он сменил на этом посту предпринимателя Хорхе Веладо, который, в свою очередь являлся преемником Нормана Кихано. В соответствии с новым законом о политических партиях, лидер избирался всеми членами АРЕНА партии. Маурисио Интерьяно получил 47,5 % голосов, опередив предпринимателей Эдвина Замору и Уго Барреру.

#### Председательство Лопеса Дэвидсона
После неудачных для АРЕНА президентских выборов 2019 в партии была произведена смена лидера. Новым председателем (президентом) АРЕНА был избран крупный предприниматель фармацевтического кластера Густаво Лопес Дэвидсон. Густаво Лопес Дэвидсон получил 15542 голоса — 72,8 %, опередив врача Франсиско Манзура. Голосование проходило под знаком электоральной неудачи, без особого энтузиазма. В нём приняли участие менее 17 % членов партии.
Своей задачей Лопес Дэвидсон назвал превращение АРЕНА в гаранта демократии и сохранение ценностей и принципов партии. Главным противником он определил «уже не коммунизм, а популизм». Отмечалось, что Лопес Дэвидсон пользовался поддержкой таких влиятельных деятелей АРЕНА, как Норман Кихано и Родриго Авила. В короткий срок ему удалось обрести высокий авторитет и популярность, усилить в партии политический энтузиазм.
Отношения Густаво Лопеса Дэвидсона с президентом Сальвадора Найибом Букеле отличаются напряжённостью и враждебностью. Правительство Букеле инициировало уголовное преследование нового лидера АРЕНА — по обвинению в махинациях при торговле оружием, вместе с Родриго Авилой. Сам президент публично заявлял, что намерен искать в АРЕНА других партнёров по диалогу. Со своей стороны, Лопес Дэвидсон подал на Букеле судебный иск за клевету.
Активно начатое председательство Лопеса Дэвидсона продлилось лишь полугода. Против него было возбуждено уголовное дело и судебный процесс по обвинению в хищении и незаконной торговле оружием. 17 февраля 2020 Лопес Дэвидсон подал в отставку с партийного поста, дабы его правовые проблемы не отражались на имидже АРЕНА. Партия в лице COENA выразила ему благодарность за эффективное демократическое руководство.

#### Временное председательство Сальгеро
Согласно партийному уставу, пост председателя — президента — АРЕНА занял вице-президент Эрик Сальгеро, курировавший в COENA вопросы идеологии. При этом подчёркивалось, что утверждение Сальгеро носит временный характер, до предполагаемого возвращения ранее избранного Лопеса Дэвидсона.
В первых публичных заявлениях Сальгеро акцентировал процессы модернизации и обновления партии — идейного, структурного, кадрового. Важной ценностью он назвал свободу мнений и внутрипартийных позиций. При этом Сальгеро дал понять, что не исключает ситуативных парламентских альянсов АРЕНА с ФНОФМ для общего противостоянии президенту Букеле. Из практических действий было отмечено голосование парламентской фракции АРЕНА против карантинных ограничений, связанных с пандемией COVID-19 — из-за тяжёлых социально-экономических последствий.

### Поражение 2021 года и избрание Гарсиа Сааде
Парламентские выборы 2021 года ознаменовались сокрушительной неудачей АРЕНА. Процентная поддержка снизилась более чем троекратно — до 12,2 %, что дало лишь 12 мандатов. (ФНОФМ при этом потерпел ещё больший провал (менее 7 %, 4 мандата), но это не улучшило положения для АРЕНА. Две трети избирателей поддержали партию Новые идеи президента Букеле.
Поражение, понесённое даже не от традиционного «понятного» противника, а от новой и неожиданной политической силы, побудило искать новых политических путей. Поиск новых фигур занял около двух лет, до начала 2023. Председателем — президентом — партии был избран правый политактивист Карлос Гарсиа Сааде, сменён и состав COENA. Нового лидера активно поддержал Родриго Авила.
В своей риторике Карлос Сааде апеллирует к традиционным принципам АРЕНА — свобода, инициатива, верховенство закона — и соединяет их с модернистскими политтехнологиями. Также он предложил внутрипартийную реформу, расширяющую полномочия руководства (в межпартийных союзах) и самостоятельность низовых организаций (в выдвижении кандидатов на выборные посты). Сааде и Авила протестовали против угроз и насилия со стороны правящей партии, но руководство АРЕНА не согласилось на антиправительственную коалицию с ФНОФМ.

## Верность основателю
Несмотря на значительную идейно-политическую эволюцию, Националистический республиканский альянс сохраняет верность изначальным идеям и своему основателю Роберто д’Обюссону. Партия считает майора д’Обюссона «спасителем Сальвадора от марксистского тоталитаризма». АРЕНА отказывается признавать его ответственность за убийство архиепископа Ромеро.
21 июня 2006 года при участии президента Антонио Саки именем Роберто д’Обюссона была названа площадь в городе Антиго-Кускатлан, там же установлен монумент основателю АРЕНА. В сан-сальвадорской штаб-квартире АРЕНА установлена статуя д’Обюссона. Ежегодно партийное руководство собирается у могилы майора в дни его рождения и кончины.

## Председатели (президенты) партии
- Роберто д'Обюссон (1981—1985, почётный председатель в 1985—1992)
- Альфредо Кристиани (1985—1989, 1997—2004, 2009—2012)
- Армандо Кальдерон Соль (1989—1994)
- Глория Сальгеро Гросс (1994—1997)
- Родриго Авила (2004—2009)
- Норман Кихано (2012—2014)
- Хорхе Веладо (2014—2016)
- Маурисио Интерьяно (2016—2019)
- Густаво Лопес Дэвидсон (2019—2020)
- Эрик Сальгеро (2020—2023)
- Карлос Гарсиа Сааде (с 2023)

## Символика
Эмблема Националистического республиканского альянса — белый крест с аббревиатурой ARENA на сине-бело-красном поле. Цвета партийного флага отличается от сине-белого национального флага Сальвадора. Это связано с сознательной ориентацией д’Обюссона на политические традиции Франции (отец майора был французского происхождения). Раскраска под французский флаг символизирует принципы либерализма (в версии ВФР), крест — верность национальным и христианским (особенно католическим) традициям. Цвета партийного флага трактуются как вера (синий), нация (белый), готовность к борьбе вплоть до кровопролития (красный).
Партийный марш — Marcha de Alianza Republicana Nacionalista: песня Libertad se escribe con sangre — Свобода пишется кровью (¡Patria sí, comunismo no! El Salvador será la tumba donde los rojos terminarán — Родине — да, коммунизму — нет! Сальвадор станет могилой, где красным наступит конец). Авторами марша АРЕНА были Роберто д’Обюссон, Рикардо Вальдивьесо и его жена Патрисия Вальдивьесо. Тональность песни сознательно ориентирована на Марсельезу — как призыв к войне против коммунизма. Марш часто исполняется на публичных мероприятиях АРЕНА и производит сильный мобилизующий эффект.
23 августа 2015 — в 71-ю годовщину майора д’Обюссона — сын основателя АРЕНА Роберто д’Обюссон-младший предложил изменить текст партийного гимна: вместо «Сальвадор — могила красных» написать «Сальвадор — земля процветающего народа». Своё предложение он обосновал кардинальными переменами в стране: гражданская война давно отошла в прошлое, а красный цвет присутствует в партийной символике. По его мнению, майор д’Обюссон непременно согласился бы с этим.
Однако в партии прохладно отнеслись к такой идее. Патрисия Вальдивьесо-младшая — дочь супругов Вальдивьесо — высказалась в том плане, что марш есть часть истории АРЕНА и не подлежит переписыванию. Резко против выступили представители старшего поколения, в том числе Глория Сальгеро Гросс, усмотревшие в идее д’Обюссона-младшего «покушение на традицию» и заявившие о намерении любой ценой отстоять историческую символику АРЕНА. В результате официальный статус одновременно придан и традиционному маршу, и новому гимну, отражающему концепцию д’Обюссона-младшего.